# Akten om val till Europaparlamentet
Europeiska unionens valrättsakt, formellt akten om allmänna direkta val av företrädare i Europaparlamentet, är en del av Europeiska unionens kompletterande lagstiftning och reglerar hur val till Europaparlamentet ska utformas och genomföras. Akten antogs genom ett beslut av representanter för Europeiska gemenskapernas medlemsstater, församlade i rådet, den 20 september 1976, och trädde i kraft den 1 juli 1978. Den antogs med fördraget om upprättandet av Europeiska kol- och stålgemenskapen, fördraget om upprättandet av Europeiska ekonomiska gemenskapen samt fördraget om upprättandet av Europeiska atomenergigemenskapen som rättslig grund. För att träda i kraft var akten tvungen att ratificeras av alla medlemsstater i enlighet med respektive konstitutionella bestämmelser.
Ikraftträdandet av akten möjliggjorde anordnandet av de första direkta valen till Europaparlamentet 1979. Akten ändrades genom ett beslut som antogs av rådet under 2002, och som trädde i kraft den 1 april 2004.
Under 2018 antog Europeiska unionens råd, på förslag av Europaparlamentet, ytterligare ändringar av valakten. Dessa träder i kraft först efter att de har godkänts av alla medlemsstater i enlighet med deras egna konstitutionella bestämmelser, troligtvis i god tid inför Europaparlamentsvalet 2024.